# گریز گسسته
فرار تجزیه‌ای (Dissociative Fugue) یک اختلال روانی نادر است که در آن فرد به‌طور برگشت‌پذیر نسبت به هویت شخصی خود، از جمله خاطرات، شخصیت، و دیگر خصوصیات تعیین‌کنندۀ هویتش دچار فراموشی می‌شود. این حالت می‌تواند تا چند روز، چند ماه یا به مدتی طولانی‌تر تداوم یابد.
پس از بهبودی، معمولاً خاطرات قبلی به صورت کامل باز می‌گردند. به همین دلیل، اغلب نیازی به درمان وجود ندارد.